# Åke Forsberg
Åke Forsberg (né le 8 juillet 1925 en Finlande) est un joueur de football finlandais, qui évoluait au poste d'attaquant.
Il est connu pour avoir fini meilleur buteur du championnat de Finlande lors de la saison 1951 avec seize buts.